# Lionel Rosso
Pour les articles homonymes, voir Rosso.
 (février 2024).
La mise en forme du texte ne suit pas les recommandations de Wikipédia : il faut le « wikifier ».
Les points d'amélioration suivants sont les cas les plus fréquents. Le détail des points à revoir est peut-être précisé sur la page de discussion.
- Les titres sont pré-formatés par le logiciel. Ils ne sont ni en capitales, ni en gras.
- Le texte ne doit pas être écrit en capitales (les noms de famille non plus), ni en gras, ni en italique, ni en « petit »…
- Le gras n'est utilisé que pour surligner le titre de l'article dans l'introduction, une seule fois.
- L'italique est rarement utilisé : mots en langue étrangère, titres d'œuvres, noms de bateaux, etc.
- Les citations ne sont pas en italique mais en corps de texte normal. Elles sont entourées par des guillemets français : « et ».
- Les listes à puces sont à éviter, des paragraphes rédigés étant largement préférés. Les tableaux sont à réserver à la présentation de données structurées (résultats, etc.).
- Les appels de note de bas de page (petits chiffres en exposant, introduits par l'outil «  Source ») sont à placer entre la fin de phrase et le point final[comme ça].
- Les liens internes (vers d'autres articles de Wikipédia) sont à choisir avec parcimonie. Créez des liens vers des articles approfondissant le sujet. Les termes génériques sans rapport avec le sujet sont à éviter, ainsi que les répétitions de liens vers un même terme.
- Les liens externes sont à placer uniquement dans une section « Liens externes », à la fin de l'article. Ces liens sont à choisir avec parcimonie suivant les règles définies. Si un lien sert de source à l'article, son insertion dans le texte est à faire par les notes de bas de page.
- La présentation des références doit suivre les conventions bibliographiques. Il est recommandé d'utiliser les modèles {{Ouvrage}}, {{Chapitre}}, {{Article}}, {{Lien web}} et/ou {{Bibliographie}}. Le mode d'édition visuel peut mettre en forme automatiquement les références.
- Insérer une infobox (cadre d'informations à droite) n'est pas obligatoire pour parachever la mise en page.

Pour une aide détaillée, merci de consulter Aide:Wikification.
Si vous pensez que ces points ont été résolus, vous pouvez retirer ce bandeau et améliorer la mise en forme d'un autre article.
Lionel Rosso, né à Marseille le 10 mai 1967, est un comédien et un journaliste sportif français de radio et de télévision.

## Parcours
Lionel Rosso est né à Marseille (Bouches-du-Rhône, France) le 10 mai 1967.
Il fait ses débuts à la radion en 1985, sur Radio Méditerranée Marseille. Il travaille ensuite sur Radio France Nancy, France 3 Lorraine ou encore Médi 1 Tanger.
En 1996, il rejoint Europe 1 où il est grand reporter au service des sports dirigé par Eugène Saccomano et est également le premier animateur d'Europe Sport.
En mars 2005, il quitte Europe 1 pour Canal+, où il présente quotidiennement Jour de sport sur Canal+ Sport puis, à partir d'août 2005, Jour de foot chaque samedi soir sur Canal+ pendant une saison. En 2007, il arrête l'animation de Jour de sport et devient animateur des Spécialistes chaque lundi sur Canal+, ainsi que du World Poker Tour aux côtés de Patrick Bruel et, en 2008, il présente la tranche matinale des Jeux Olympiques de Pékin.
En novembre 2008, il rejoint la Française des Jeux, où il développe des contenus éditoriaux. Il animera également les tirages du loto sur France 2,.
D'avril 2009 à août 2012,  il chronique aussi les rendez-vous pronostics sur RTL où il coanime On joue le match avec Christophe Pacaud et il écrit dans le quotidien 20 minutes. 
De septembre 2009 à août 2012, il commente aussi les matchs de football sur Direct 8 et il y présente: Les Déménageurs de l'extrême, Les Démolisseurs de l'extrême, Les Sauveteurs de l'extrême, Les Constructeurs de l'extrême, Les Constructions de l'extrême, Les Jouets de l'extrême, La Minute de vérité, May Day, Piégés en eaux troubles, Sauvetage en mer et Le Survivant. Il anime également Sport U le Mag sur MCE TV depuis son lancement en octobre 2009, pendant trois saisons. 
En décembre 2012, Lionel Rosso rejoint L'Équipe 21, dont il assure le lancement sur la TNT, le 12/12/12.  Depuis, il y présente les tranches du week-end, le samedi et le dimanche entre 18h et 20h avec Malika Ménard, et entre 23h et minuit, avec Marc Libbra et Samir Bouadi. Il anime également Question de sport chaque jeudi à 20h45, ainsi que de nombreuses spéciales, comme "le champion des champions" ou "la cérémonie du ballon d'or". Il commente aussi les matchs de football, records d'audience de l'Équipe 21.
Il rejoint la troupe des chroniqueurs de Touche pas à mon poste ! le 7 juillet 2014. Il devient invité récurrent de "Mot de passe" sur France 2. 
En août 2014, il quitte L'Équipe 21 pour Eurosport. Il fait au même moment son retour sur Europe 1, près de dix ans après son départ. Il présente durant la saison 2014/2015 les journaux des sports dans la matinale week-end de Maxime Switek. 
Il présente aussi des tranches d'informations générales sur BFM TV de juillet 2015 à septembre 2016. 
En août 2015, il retrouve également la présentation d'Europe 1 Sport (émission de radio) en remplacement de Bérengère Bonte et Alban Lepoivre. Il assure donc les directs foot des vendredis, samedis et dimanches soir en plus de la présentation de spéciales en semaine (équipe de France, ligue des champions, rugby…),. En janvier 2016 il anime "Les Grandes voix du sport" d'Europe 1.
Lors du Mondial de foot 2018, il présente « Bons baisers du Mondial » sur Europe 1 et le journal de la coupe du monde sur LCI,.
En 2021, Lionel Rosso entame la production et l’animation de « Mobility tv », des programmes consacrés au secteur automobile et à la mobilité pour Reworld Media et producteur Sud Radio. À la même période, il est recruté pour présenter les matchs de Ligue 1 diffusés par Amazon Prime vidéo. Pour la saison 2021/2022, il hérite du vendredi, en plus du samedi et du dimanche, à l’animation d’Europe 1 sport (20h-23h),.
Il signe un documentaire « Guy Roux, une histoire de France » pour Amazon Prime vidéo, à l’été 2022. 
En août 2022, il rejoint CNews à l'occasion de la grille d'été à la présentation de certaines tranches infos en remplacement des titulaires. Après cette pige, à la rentrée 2022, il est titularisé chaque weekend à la tête de 90 minutes infos entre 15h30 et 17h00.
En parallèle, de sa présence sur la chaîne info et opinion, il continue à la présentation d'Europe 1 Sport, désormais diffusée quotidiennement. Il présente l'émission du vendredi au lundi en alternance avec Céline Géraud , présente du mardi au jeudi. 
Lors de la saison 2023-2024, il présente 180 minutes info et Ça se dispute sur CNews. Il quitte la chaîne en juillet 2024 pour se consacrer au cinéma. Il anime néanmoins But Football Club sur Sud Radio pour la saison 2024-2025.  

## Ouvrages
- « la saga Monneret » Solar
- « 50 pilotes de légende. MotoGP » Solar
- « 5 jours pour (bien) parler en public » Solar
- Life is poker, Calmann-Lévy
- Politique football club : Ce qu'ils pensent vraiment du ballon rond avec Étienne Pierart et Laurent Jaoui, Calmann-Lévy
- Coach Vahid : Une vie comme un roman, avec Laurent Jaoui, Calmann-Lévy, traduit en japonais